# Tyrannochthonius riberai
Espèce
Tyrannochthonius riberai est une espèce de pseudoscorpions de la famille des Chthoniidae.

## Distribution
Cette espèce est endémique de la région d'Ica au Pérou. Elle se rencontre dans la grotte Cueva de la Ascuncion à El Pajonal.

## Publication originale
- Mahnert, 1984 : Pseudoscorpions (Arachnida) récoltés durant la mission spéologique espagnole au Pérou en 1977. Revue Arachnologique, vol. 6, p. 17-28.